# Hemidactylus barbierii
Hemidactylus barbierii là một loài thằn lằn trong họ Gekkonidae. Loài này được Sindaco, Razzetti & Ziliani mô tả khoa học đầu tiên năm 2007.